# 강덕경
강덕경(姜徳景, 1929년~1997년 2월 2일)은 대한민국의 인권운동가이자 일본군 위안부 피해자이다. 경남 진주 출신으로 초등학교 1학년 때 근로정신대로 일본 도야마의 한 군수공장에 보내져 중노동과 배고픔을 피해 도망치다 붙잡혀 위안소로 끌려갔다. 1992년 말 나눔의 집에 거주하며 미술 치료 프로그램에 참여한 것을 계기로 미술 작품 활동을 시작했다. '위안부'로서의 경험을 주제로 한 작품을 남겼다.

## 생애

강덕경, 책임자를 처벌하라

1929년 경남 진주에서 태어났다. 아버지는 어렸을 때 돌아가셨고 어머니는 재혼하여 할머니 집에서 살았다.  1944년 요시노 학교 재학 중이던 14살 때 일본인 교사가 후지코시 군수공장에서 일하도록 권유했다. "우리 일본인 선생님이 돈 벌 수 있다고 꼬드기는 바람에 좋다고, 부산에서 150명이 연락선을 탔지요."라고 증언했다.  7개월 뒤 배고픔을 피해 탈출했다가 붙잡혀 일본군 성노예 생활이 시작되었다.
1946년 1월 한국 해방 이후 1년만에 귀국했다. 그동안 아기를 낳아 집으로 데려왔지만 어머니에게 쫓겨났다. 부산의 카톨릭 고아원으로 남겨두기로 결심했다. “그때 아이에 대한 애정이 하나도 없었다”고 말했다. 부산의 식당에서 일하다가 아이를 찾아갔지만 폐렴으로 죽었다는 소식만 들었다. “내가 아이의 모습을 실제로 본 것도 아니기 때문에 지금까지도 그 말이 믿어지지가 않는다”고 말했다.  '위안부' 경험은 또한 평생동안 건강 문제도 남겼다. 생식 기관이 손상되어 평생 대부분의 돈을 의료비로 쏟아 부었다.
긴 투병 끝에 폐암으로 1997년에 사망했다.

## 활동

강덕경, 빼앗긴 순정

1991년 김학순이 자신의 이야기를 공개한 후 자신의 경험에 대해 공개적으로 말하기 시작했다. 김복동, 김순덕과 함께 나눔의 집으로 이사했다. 강덕경은 일본 정부와 군부가 자신과 다른 사람들이 '위안부'로 당한 고문에 개입한 사실을 부인하는 사실에 분노했다. 성노예 문제와 '위안부' 여성들의 삶에 대한 인식을 높이기 위해 노력했다.  여러 방송과 매체 인터뷰를 통해 저항하고 관심을 촉구했다. 제네바의 유엔 인권 이사회와, 일본 시민 단체의 초청으로 일본 의회에서 증언하는 등 활발한 활동가 중 하나였다.  일본 정부로부터 법적인 사과를 강력히 요구하며 수요집회에 충실하고 열정적으로 참석했다. 전반적인 건강 상태가 나빠져서 집중 치료실과 일반 병실을 오가면서도 활동을 멈추지 않았다. 1996년 암 투병 후반기에는 수요일마다 병원 구급차로 시위에 참석했다.
강덕경은 예술 치료 프로그램을 통해 나눔의 집에서 많은 작품을 남겼다. 그녀의 작품은 세계적으로 전시되어 '위안부'문제에 대한 인식을 높이는 데 기여했다. 빼앗긴 순정을 포함한 작품 30점이 나눔의 집 전시실에 전시되었다.